# André I de Kibangu
André I Mvizi a Mkanga va ser governador de Kibangu i un dels dos principals pretendents Kinlaza al tron del regne del Congo durant la guerra civil del Congo, juntament amb el rei de Lemba. Va governar al regne de Kibangu durant un curt període de 1685. la seva mort marcà la successió de Manuel Afonso que va portar a una lluita interna pel poder dins de Kibangu.